# روث هابارد
روث هابارد (انگلیسی: Ruth Hubbard; ۳ مارس ۱۹۲۴ – ۱ سپتامبر ۲۰۱۶) استاد زیست‌شناسی در دانشگاه هاروارد بود و به عنوان اولین زنی شناخته می‌شود که در این دانشگاه به مقام استادی تمام‌وقت در رشته زیست‌شناسی دست یافت. در طول دوران فعال تحقیقاتی خود از دهه ۱۹۴۰ تا ۱۹۶۰، او سهم مهمی در درک بیوشیمی و فتوشیمی بینایی در مهره‌داران و بی‌مهرگان داشت. در سال ۱۹۶۷، او و جورج والد به پاس کارهایشان در این زمینه، مدال طلای پل کارر را دریافت کردند. در اواخر دهه ۱۹۶۰، علایق او از علم به مسائل اجتماعی و فعالیت‌های اجتماعی تغییر جهت داد. وی همچنین برندهٔ جوایزی همچون کمک‌هزینه گوگنهایم شده است.

## زندگی اولیه و تحصیلات
روت هافمن در سال ۱۹۲۴ در وین اتریش متولد شد. والدین او، ریچارد هافمن و هلن ارلیش هافمن، هر دو پزشک چپ‌گرا بودند. مادرش همچنین پیانیستی در سطح کنسرت بود و روت نیز در کودکی استعداد خود را در نواختن پیانو نشان داد. هنگامی که آلمان نازی اتریش را ضمیمه کرد، خانواده هافمن در سال ۱۹۳۸ به ایالات متحده مهاجرت کردند. آن‌ها ابتدا در بروکلاین، ماساچوست ساکن شدند، جایی که روت از دبیرستان بروکلاین فارغ‌التحصیل شد و سپس به کمبریج نقل مکان کردند.
روت تصمیم گرفت در کالج رادکلیف ثبت‌نام کند و قصد داشت مدرک پیش‌پزشکی بگیرد، تصمیمی که آن را به این واقعیت نسبت می‌داد که همه اطرافیانش پزشک بودند. در آن زمان، رادکلیف یک مؤسسه خواهر برای هاروارد محسوب می‌شد، زیرا زنان هنوز اجازه ثبت‌نام در دانشگاه را نداشتند. روت تحقیری را که استادان برجسته هاروارد نسبت به سیستمی داشتند که از آن‌ها می‌خواست پس از تدریس همان درس به دانشجویان مرد در هاروارد، به محوطه دانشگاه رادکلیف سفر کنند تا به کلاس‌های کوچک زنان تدریس کنند، احساس می‌کرد. با این حال، تا سال ۱۹۴۶ بیشتر کلاس‌ها مختلط و توسط استادان هاروارد تدریس می‌شد. برای مدت کوتاهی، روت به دنبال گرفتن مدرک در فلسفه و فیزیک بود و اگرچه هرگز صریحاً به او گفته نشد که به سراغ فیزیک نرود، اما احساس می‌کرد در آنجا مورد استقبال قرار نمی‌گیرد. او این احساس ناخوشایند را به زمانی نسبت می‌داد که در یک کلاس فیزیک مختلط شرکت کرد و تنها یکی از دو زن در کلاسی با ۳۵۰ دانشجو بود. روت در نهایت علوم بیوشیمی را انتخاب کرد و در سال ۱۹۴۴ از کالج رادکلیف با مدرک کارشناسی در علوم بیوشیمی فارغ‌التحصیل شد.
با تمایل به کمک به تلاش‌های متفقین در جنگ جهانی دوم، روت به آزمایشگاه جورج والد پیوست، جایی که آن‌ها روی بینایی مادون قرمز تحقیق می‌کردند. او به‌طور موقت به چاتانوگا نقل مکان کرد، جایی که همسر اولش فرانک هابارد مستقر بود. وقتی جنگ پایان یافت، آن‌ها به کمبریج بازگشتند. روت در سال ۱۹۴۶ به رادکلیف بازگشت تا دکترای زیست‌شناسی خود را دنبال کند. او در سال ۱۹۴۸ بورسیه پیش‌دکتری از سوی خدمات بهداشت عمومی ایالات متحده دریافت کرد که به او امکان داد در دانشکده پزشکی بیمارستان دانشگاهی لندن تحصیل کند. روت در سال ۱۹۵۰ مدرک دکترای زیست‌شناسی را دریافت کرد.

## حرفه علمی
پس از دریافت دکترا از هاروارد، روت به عنوان پژوهشگر فوق‌دکترا مشغول به کار شد. او تحت نظر جورج والد بر روی بیوشیمی رتینال و رتینول تحقیق می‌کرد. به گفته مصاحبه‌ای که روت انجام داد، آن‌ها با هم بر اساس تحقیقاتی که والد در دوران فوق‌دکترای خود انجام داده بود، کار کردند. او باور دیرینه مبنی بر ارتباط ویتامین A با بینایی را تأیید کرده بود. او نه تنها کشف کرد که جذب نور ویتامین A را آزاد می‌کند، بلکه یک حد واسط بین رنگدانه بینایی رودوپسین و ویتامین A نیز یافت. این حد واسط اساس کارهای اولیه روت بود، جایی که او سعی کرد شیمی چرخه رودوپسین را تعیین کند. در سال ۱۹۵۲، روت بورسیه گوگنهایم را در آزمایشگاه کارلزبرگ در کپنهاگ دانمارک دریافت کرد. والد در سال ۱۹۶۷ به خاطر کشفیاتش دربارهٔ نحوه عملکرد چشم، جایزه نوبل فیزیولوژی یا پزشکی را دریافت کرد. در همان سال، این دو به‌طور خاص برای کارشان روی رودوپسین، مدال طلای پل کارر را دریافت کردند.